# Cumagyini járás
A Cumagyini járás (oroszul: Цумадинский район) Oroszország egyik járása Dagesztánban. Székhelye Agvali.

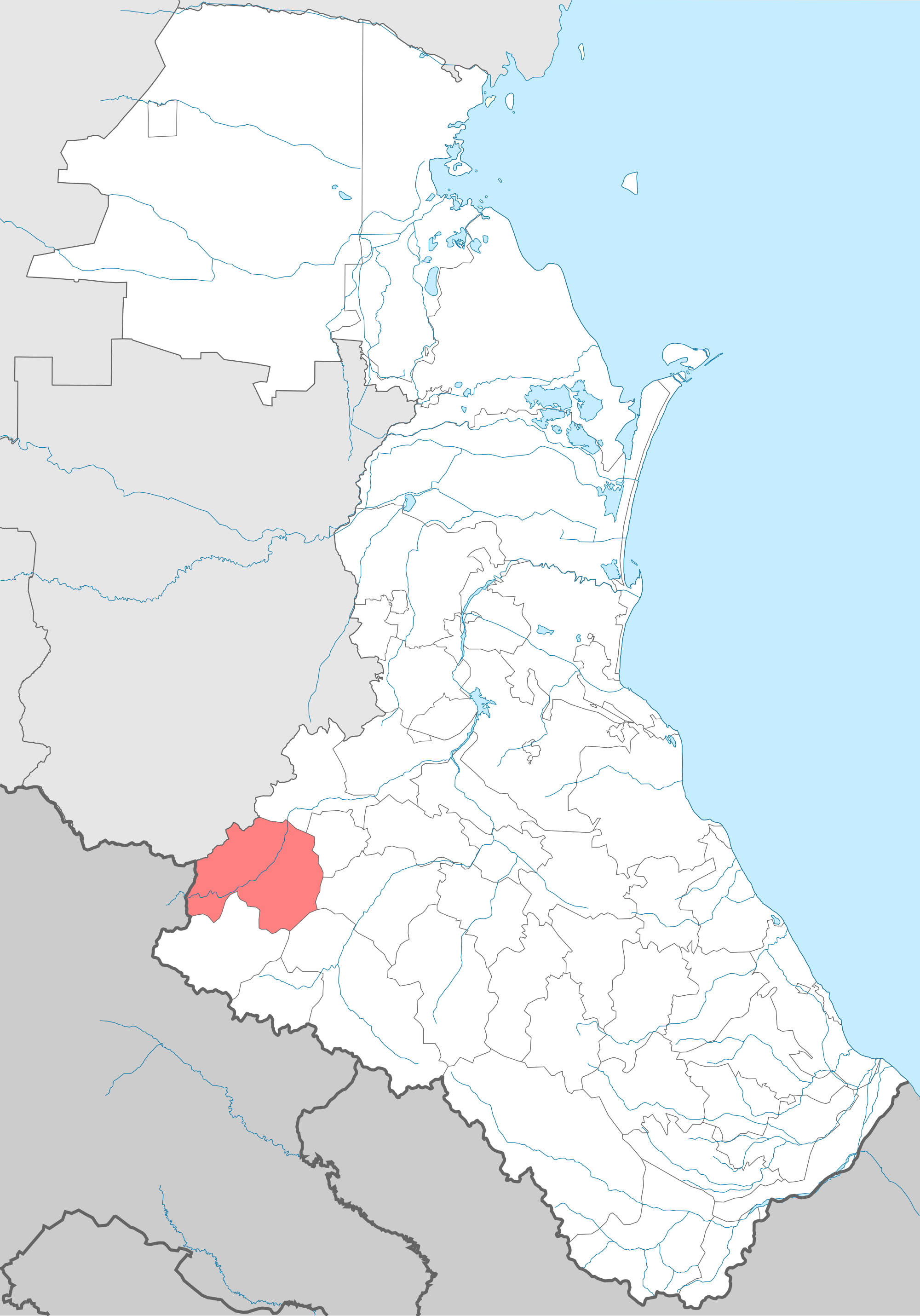
A Cumagyini járás Dagesztánban

## Népesség
- 1989-ben 16 297 lakosa volt, melyből 16 270 avar (99,8%), 4 orosz, 4 tabaszaran, 3 csecsen, 3 dargin, 3 kumik, 2 lak, 1 agul, 1 azeri.
- 2002-ben 20 632 lakosa volt, melyből 20 453 avar (99,1%), 116 orosz, 8 csecsen, 6 kumik, 3 rutul, 2 cahur, 2 dargin, 2 lezg.
- 2010-ben 23 345 lakosa volt, melyből 23 085 avar (98,9%), 7 csecsen, 7 orosz, 6 dargin, 4 tabaszaran, 3 lak, 2 kumik, 1 nogaj.